# Dicranota garhwalensis
Dicranota (Dicranota) garhwalensis là một loài ruồi trong họ Pediciidae. Chúng phân bố ở vùng Indomalaya.